# 충주 정토사지 법경대사탑비
충주 정토사지 법경대사탑비(忠州 淨土寺址 法鏡大師塔碑)는 충청북도 충주시 동량면 정토사지에 있는 고려시대의 석비이다. 1963년 1월 21일 대한민국의 보물 제17호로 지정되었다.

## 개요
정토사터에 전하고 있던 비(碑)로, 신라말·고려초의 승려 법경대사를 기리기 위해 세운 것이다. 정토사는 신라말에서 고려초에 창건된 것으로 추정되며, 법경대사가 이 절의 주지가 되어 많은 제자들을 양성하다가 태조 24년(941)에 입적하자, 그의 뒤를 이어 홍법대사가 후학들을 지도하였다.
비는 전체적으로 보존이 잘 되어 있으며, 당시의 양식을 잘 따르고 있어, 비받침에 새겨진 거북조각이나 머릿돌의 용조각이 사실적으로 표현되어 있다. 머릿돌 앞면의 중앙에는 ‘법경대사’라는 비의 명칭이 새겨져 있고, 비의 몸돌에는 대사의 행적이 자세히 새겨져 있다.
법경대사는 신라 헌강왕 5년(879)에 태어나 어려서부터 불교의 법을 배워 20세에 불가에 입문하였다. 906년에 당나라에 들어가 도건대사에게 가르침을 받고, 924년에 귀국하였다. 경애왕은 그를 국사로 대우하여 정토사의 주지로 임명하였고, 고려 태조 24년(941)에 63세로 입적하자 태조는 시호를 ‘법경’, 탑이름을 ‘자등’이라 내렸다.
태조 26년(943)에 그의 공덕을 칭송하기 위해 이 비를 세웠고, 비문은 당시의 문장가 최언위가 지었으며, 유명한 서예가였던 구족달(仇足達)이 글씨를 썼다.

## 같이 보기
- 정토사

## 참고 자료
- 충주 정토사지 법경대사탑비 - 국가유산청 국가유산포털